# Hôtel Gouffier de Thoix
L'hôtel Gouffier de Thoix est un hôtel particulier situé à Paris en France. Il est aujourd'hui une annexe aux services du Premier ministre.
Ce site est desservi par les stations de métro Rue du Bac et Varenne.

## Localisation
Il est situé au no 56 de la rue de Varenne, dans le 7e arrondissement de Paris.

## Histoire de l'hôtel Gouffier de Thoix

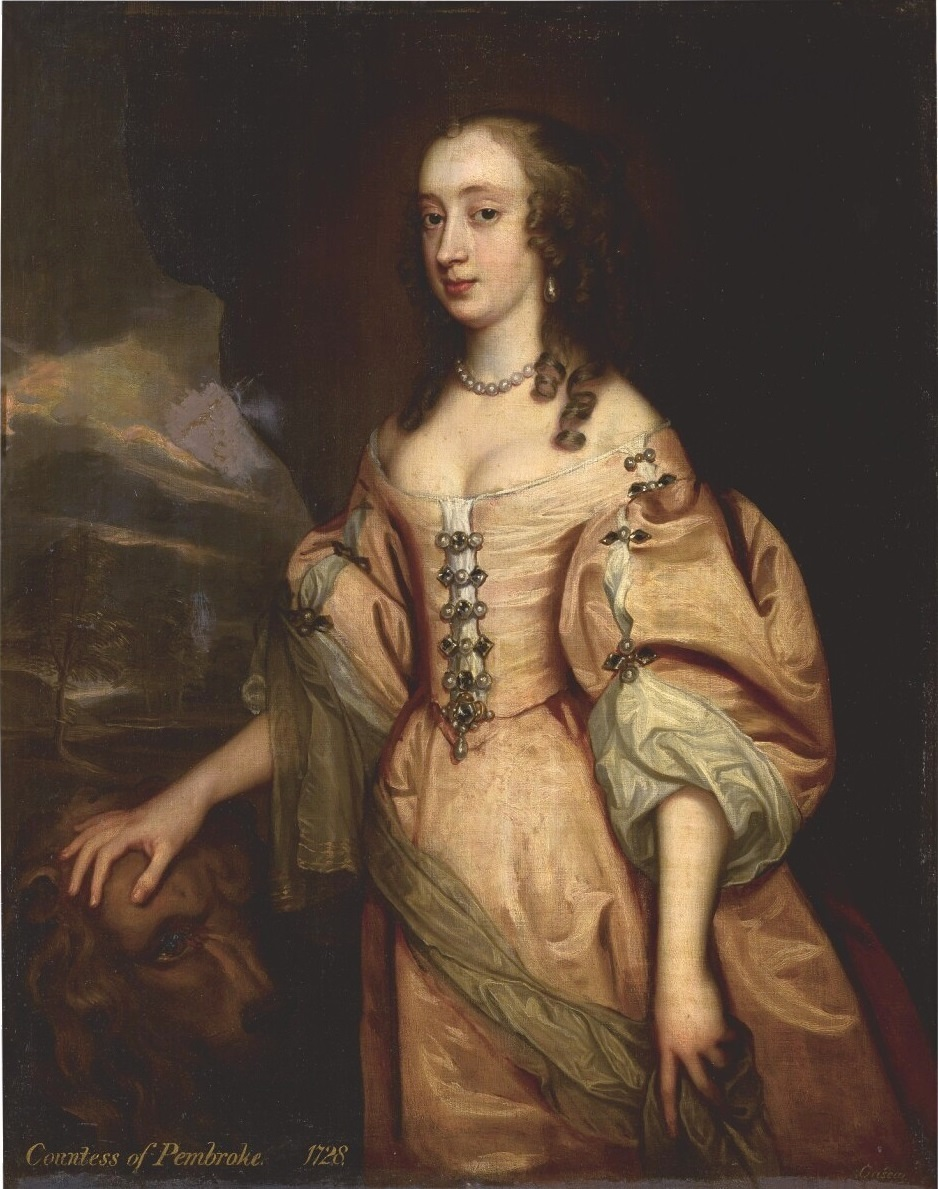
Portrait d'Henriette Mauricette de Penancoët de Kéroualle.

Construit entre 1719 et 1725 par un nommé Baudoin pour Henriette de Penancoët de Kéroual, sœur de Louise Renée de Penancoët de Keroual, duchesse de Portsmouth et maîtresse de Charles II d'Angleterre. Le terrain acquis par elle le 27 février 1719. Son mari, Thimoléon François Louis Gouffier, marquis de Thoix, a laissé son nom à l'hôtel.

### DuXVIIIesiècle au milieu duXIXesiècle
Elle le transmit ensuite à son fils, François-Louis, et celui-ci à son fils Louis-Guillaume. Son petit-fils vendit l'immeuble en 6 avril 1768 à Antoine-Martin Chaumont de La Galaizière où il vient s'installer dans l'hôtel en 1777. À sa mort en 1783, l'hôtel passa à son fils puis fut saisi sous la Révolution française comme bien d'émigré. L’hôtel a fait partie de la première loterie nationale, et dut remporté avec le billet 381376 par François Gillot, un bijoutier. Il en pris possession le 21 octobre 1795.
En 1757, le premier président du Parlement de Paris, René Charles de Maupeou, ayant démissionné de sa charge et obligé de céder l'hôtel de la première présidence, loua l'hôtel jusqu'en 1768, date à laquelle il fut nommé chancelier de France.
Le bâtiment est racheté en 1836 par Alexandre Raguet-Lépine, député du Loir-et-Cher pour la somme de 245.000 francs.

### Du début duXXesiècle à aujourd'hui
L'hôtel particulier a fait l'objet en 1934 d'un réaménagement intérieur, ainsi que la création d'un jardin par l'architecte français Jean-Charles Moreux.
Louis Aragon et Elsa Triolet y ont travaillé, une plaque commémorative en façade à gauche de la porte leur rend hommage. Aragon y a vécu plus de 20 ans et y est mort.
Ce bâtiment est propriété de l'état depuis 1992, il sert aujourd'hui d'annexe aux services du Premier ministre.

## Description

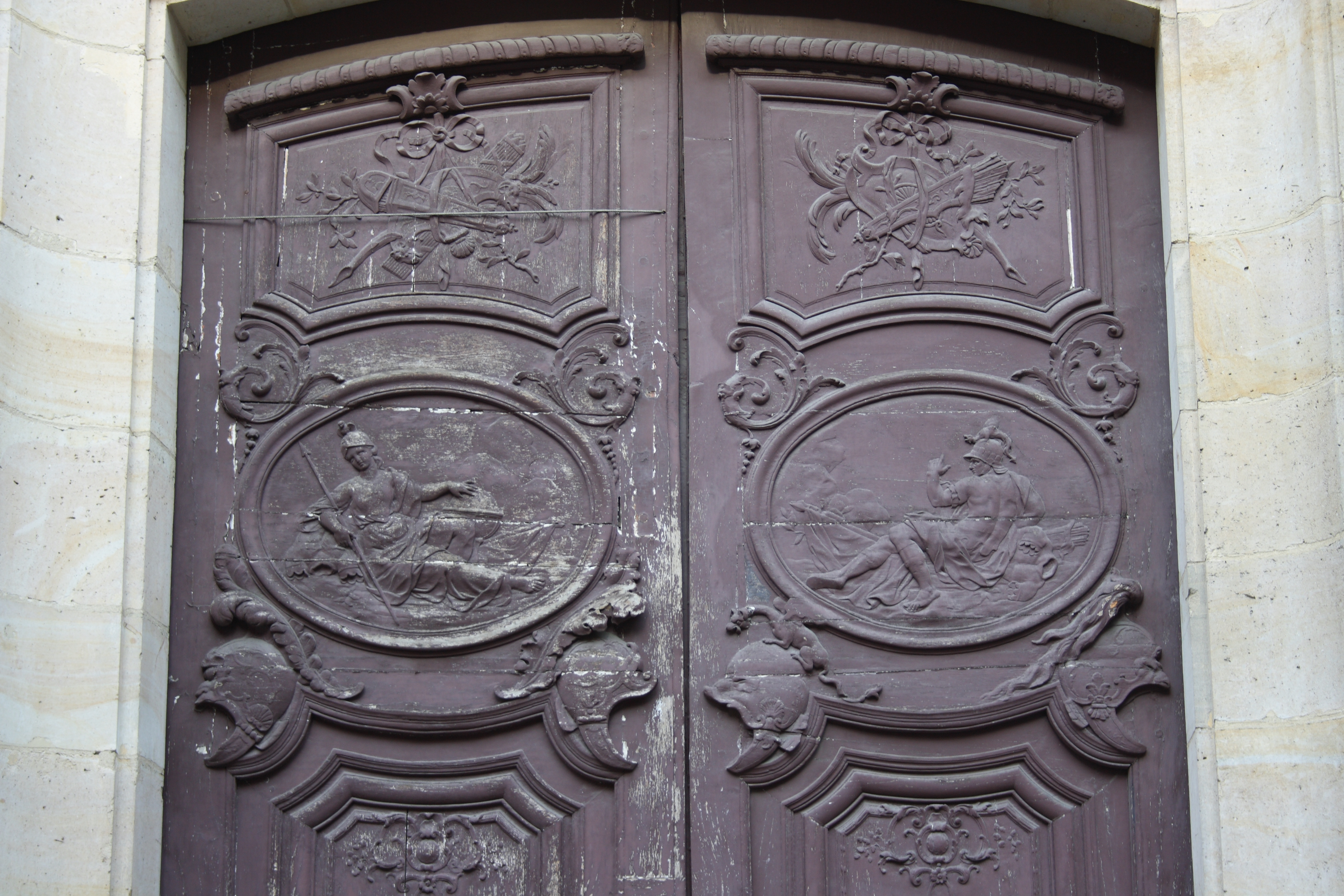
Porte du 56 rue de Varenne.

### Façade sur rue
Un des éléments les plus remarquables du bâtiment est ce portail sur rue en style rocaille, son tympan représente avec fidélité coquilles, coraux, astéries et différents éléments de faune marine. D'après M. A. Bigot, le sculpteur de ce fronton se serait inspiré pour ces éléments marins des cabinets d'histoire naturelle du XVIIIe siècle.
Sur les vantaux de sa porte en bois peint, sont sculptées les allégories de Mars et de Minerve.

### Intérieur

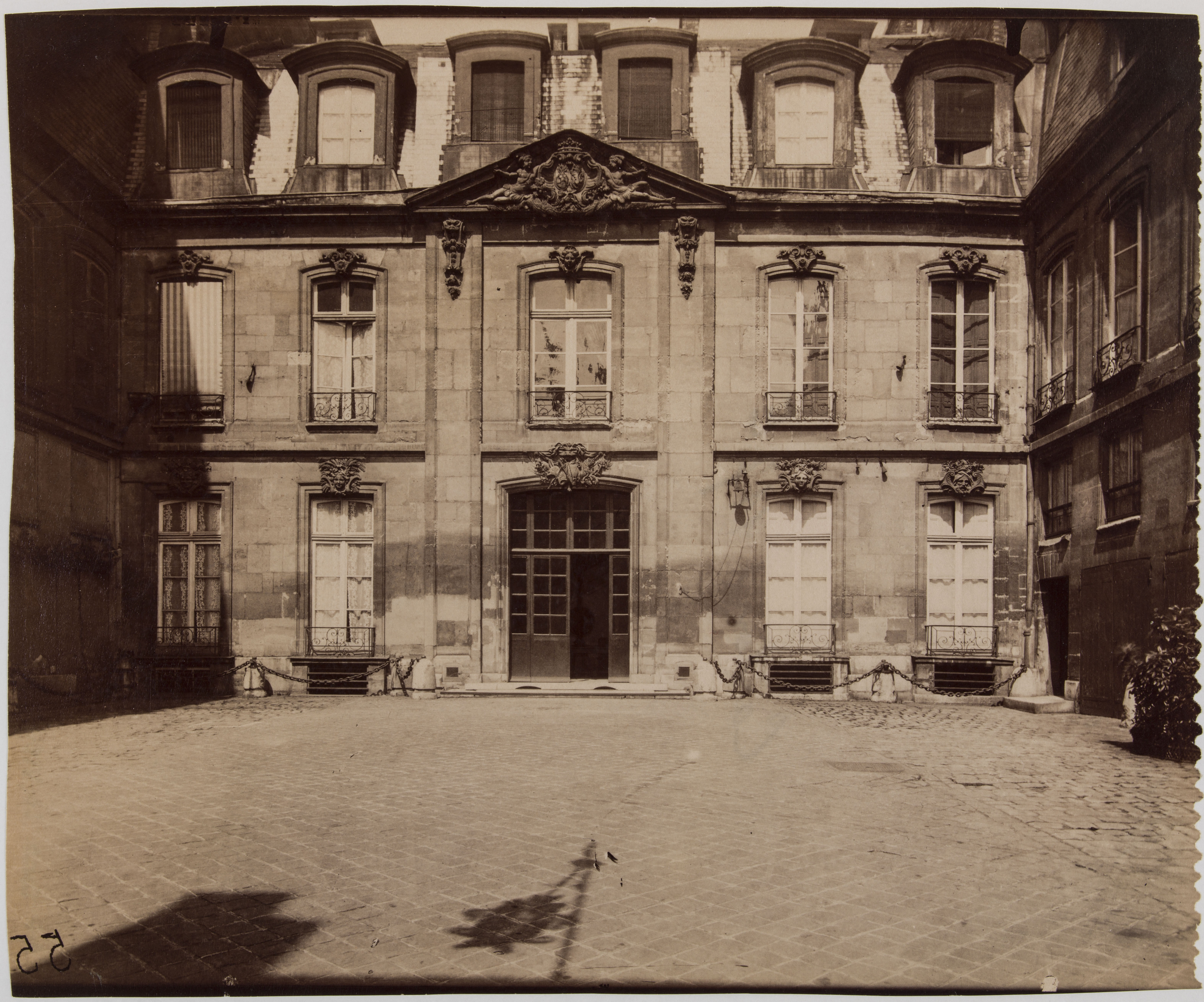
Vue de la cour intérieure de l'hôtel Gouffier de Thoix.

A l'intérieur, la façade possède un fronton au tympan sculpté par Huet et Lucy, toujours en style rocaille. Les agrafes des baies sont ornées de mascarons, figures humaines sculptées. D'un point de vue plus général, la cour est rendue symétrique depuis l'entrée sur rue par l'apposition à sa gauche d'un « mur renard », en trompe l’œil, constitué de baies aveugles.
On peut y voir un ensemble de boiseries rocailles de premier ordre dans les salons du rez-de-chaussée. La salle à manger est ornée d'une fontaine et d'un poêle en terre cuite d'un magnifique style rocaille.

## Parties classées
L'édifice a été classé monument historique par arrêté le 18 mai 1946.